# K-311
K-311 5/4톤 트럭은 대한민국 국군의 차량 장비이다. 광주광역시에 위치한 기아 광주 특수차량 공장에서 생산하며, 2003년에 개량형인 K-311 A1이 출시되었다.

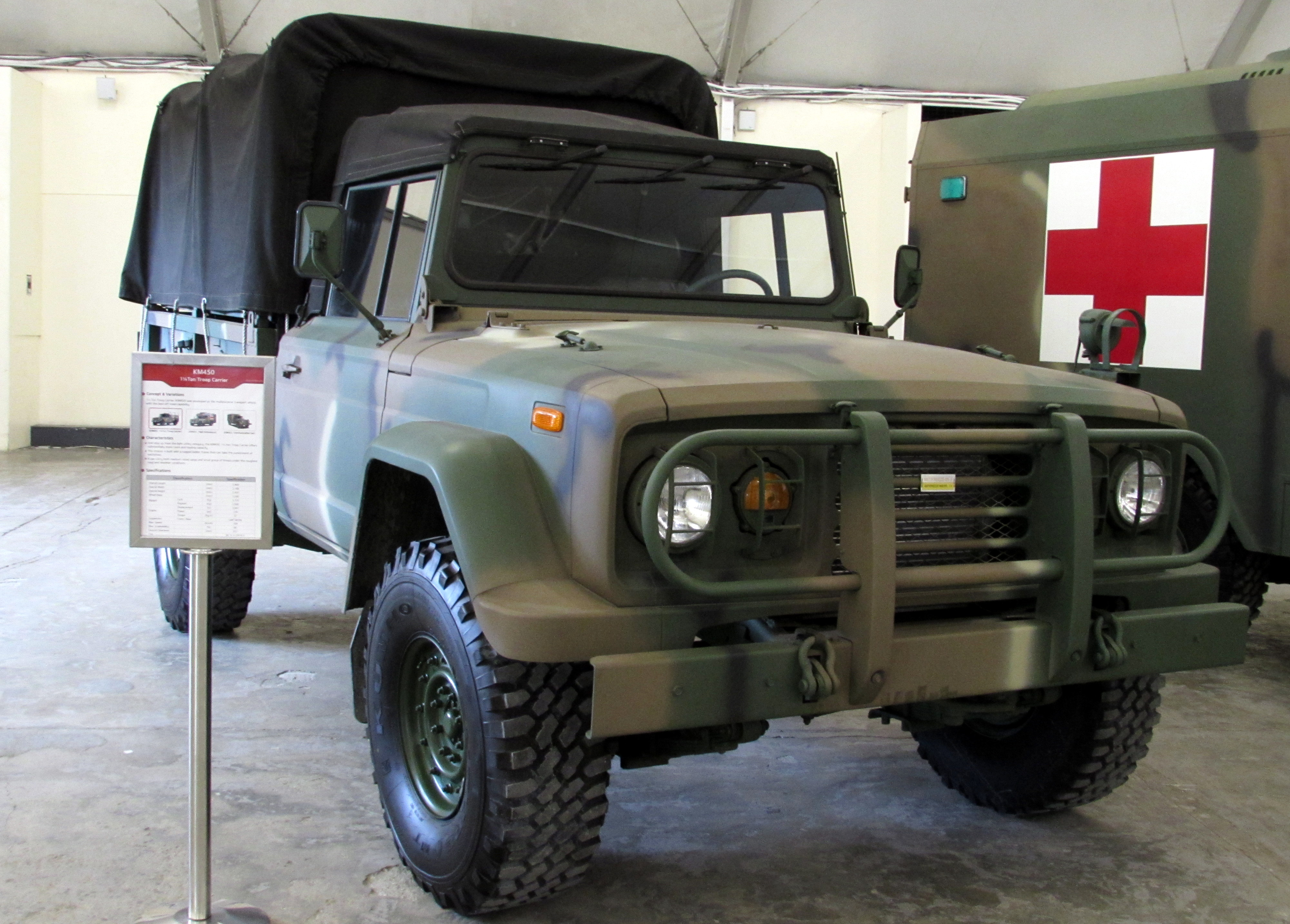
기아 K-311 A1 5/4톤 카고 트럭

## 역사
K-311의 원모델은 미국 지프의 M-715 Kaiser Jeep 트럭이다. 미국에서 M715 시리즈는 1967년에서 1969년 사이에 제작되어, 베트남 전쟁에서 쓰였다.
한국군이 사용하는 주된 픽업 트럭이다. 미국은 민간에서도 픽업 트럭이 매우 많이 팔린다. 2017년 미국에서 240만대의 픽업 트럭이 팔렸다.

## 종류[1]
일반적으로 '5/4톤 닷지'라고 불린다. 이 트럭은 미군이 사용하던 M715 닷지 트럭을 그대로 복제한 차량이다. 비교적 오래 전 제작되었으나 범용성이 넓어 현재까지도 수송과 구급차로서 널리 쓰이고 있다. K-311,312,313,314,315 모두 다섯가지 종류가 있다.
- K-311

1. 두 명이 탑승할 수 있는 곳은 덮개 처리되어있다.
2. 화물을 적재할 수 있는 뒤쪽은 덮개를 분리할 수 있도록 제작했다. ( 덮개 : 주재료 나일론의 포장용 천막 )
3. 4륜 구동 형식의 변속 장치를 취하고 있다.

- K-312

1. 화물 적재함 부분을 개조하여 컨테이너 부스를 장착했다.
2. 컨테이너 부스는 앰뷸런스용으로 쓰일 수 있게 하였다.

- K-313

1. 야전 지휘용으로 개조하였다.
2. 화물 적재함 부분을 개조하여 컨테이너 부스를 장착했다.
3. 컨테이너 부스는 야전 지휘 장비를 수납할 수 있도록 하고, 지휘자가 승차할 수 있도록 만들었다.

- K-314

1. 화물 적재함 부분을 개조하여 컨테이너 부스를 장착했다.
2. 컨테이너 부스는 방송용으로 쓸 수 있도록 만들었다.
3. 컨테이너 부스에 유리창문이 달린 유일한 차량이다.

- K-315

1. 화물 적재함 부분을 개조하여 컨테이너 부스를 장착했다.
2. 컨테이너 부스는 대화학전에 쓰일 수 있도록 만들었다.
3. 3550kg의 무게를 가진 K-311 시리즈 중 가장 무거운 트럭이다.
4. 최근에는 K4 고속 유탄 발사기를 화물 적재함에 장착하기도 한다.

## 제원 (K-311)
- 정식명칭: K311시리즈 1 1/4톤 전술 차량
- 시대: 현대
- 유형: 군용 차량
- 제작사: 아시아자동차 (현 기아자동차)
- 엔진: 4,052 cc 6기통 수냉식 디젤엔진 (마쓰다 ZB A1)
- 엔진 출력: 8652kg.m/sec(115마력)
- 변속기: 수동 6단 (전진 5단, 후진 1단)
- 전원: 24 V
- 속도: 최대 96 km/h
- 항속거리: 450 km
- 최고등판능력: 60 %
- 전장: 5,328 mm
- 전폭: 2,008 mm
- 전고: 2,370 mm
- 중량: 2,550 kg
- 적재량: 1,530 kg
- 가격: 360만 원 (K-311 A1 기준)
- 재질: 금속

## 제원 (K-311 A1)
- 제작사: 기아자동차
- 엔진: D4DA 3,907cc 직렬 4기통 터보 인터쿨러 디젤엔진 130마력 37토크 (현대자동차)
- 트랜스미션: 수동 전진 5단, 후진 1단
- 전원: 12V / 24V
- 속도: 최대 180 km/h
- 항속거리: 1500 km
- 최고등판능력: 20 %
- 전장: 5,460 mm
- 전폭: 2,180 mm
- 전고: 2,450 mm
- 중량: 3,150 kg
- 적재량: 1530 kg
- 가격: 2500만 원 (K-311 A1 기준)

1. ↑  “전쟁기념관 - 전쟁, 군사 정보- 전쟁,군사,유물 검색-1.25톤 카고 트럭 K-311”.